# Eliminatoria a la Eurocopa Sub-16 1996
La Eliminatoria a la Eurocopa Sub-16 1996 contó con la participación de 47 selecciones infantiles de Europa para definir a los 15 clasificados a la fase final del torneo a celebrarse en Austria junto al país anfitrión.

## Grupo 1
Los partidos se jugaron en Malta del 25 al 29 de febrero de 1996.
| País       | J | G | E | P | GF | GC | Pts |
| ---------- | - | - | - | - | -- | -- | --- |
| Suiza      | 3 | 2 | 1 | 0 | 5  | 1  | 7   |
| Yugoslavia | 3 | 1 | 2 | 0 | 4  | 2  | 5   |
| Malta      | 3 | 1 | 0 | 2 | 1  | 5  | 3   |
| Armenia    | 3 | 0 | 1 | 2 | 1  | 3  | 1   |

| Equipo 1   | Resultado | Equipo 2   |
| ---------- | --------- | ---------- |
| Malta      | 0-2       | Yugoslavia |
| Armenia    | 0-1       | Suiza      |
| Malta      | 1-0       | Armenia    |
| Yugoslavia | 1-1       | Suiza      |
| Suiza      | 3-0       | Malta      |
| Armenia    | 1-1       | Yugoslavia |

## Grupo 2
Los partidos se jugaron en Bulgaria del 16 al 20 de octubre.
| País            | J | G | E | P | GF | GC | Pts |
| --------------- | - | - | - | - | -- | -- | --- |
| Grecia          | 2 | 1 | 1 | 0 | 3  | 0  | 4   |
| República Checa | 2 | 0 | 2 | 0 | 1  | 1  | 2   |
| Bulgaria        | 2 | 0 | 1 | 1 | 1  | 4  | 1   |

| Equipo 1        | Resultado | Equipo 2        |
| --------------- | --------- | --------------- |
| Grecia          | 0-0       | República Checa |
| República Checa | 1-1       | Bulgaria        |
| Bulgaria        | 0-3       | Grecia          |

## Grupo 3
| País    | J | G | E | P | GF | GC | Pts |
| ------- | - | - | - | - | -- | -- | --- |
| Israel  | 4 | 2 | 2 | 0 | 4  | 2  | 8   |
| Italia  | 4 | 1 | 3 | 0 | 5  | 3  | 6   |
| Hungría | 4 | 0 | 1 | 3 | 1  | 5  | 1   |

| Equipo 1 | Resultado | Equipo 2 |
| -------- | --------- | -------- |
| Hungría  | 0-1       | Israel   |
| Italia   | 1-1       | Hungría  |
| Hungría  | 0-2       | Italia   |
| Israel   | 1-0       | Hungría  |
| Italia   | 1-1       | Israel   |
| Israel   | 1-1       | Italia   |

## Grupo 4
Los partidos se jugaron en Luxemburgo del 27 de febrero al 2 de marzo de 1996.
| País          | J | G | E | P | GF | GC | Pts |
| ------------- | - | - | - | - | -- | -- | --- |
| Eslovaquia    | 2 | 2 | 0 | 0 | 12 | 0  | 6   |
| Luxemburgo    | 2 | 1 | 0 | 1 | 2  | 5  | 3   |
| Liechtenstein | 2 | 0 | 0 | 2 | 0  | 9  | 0   |

| Equipo 1      | Resultado | Equipo 2      |
| ------------- | --------- | ------------- |
| Liechtenstein | 0-2       | Luxemburgo    |
| Eslovaquia    | 7-0       | Liechtenstein |
| Luxemburgo    | 0-5       | Eslovaquia    |

## Grupo 5
| País         | J | G | E | P | GF | GC | Pts |
| ------------ | - | - | - | - | -- | -- | --- |
| Alemania     | 4 | 2 | 2 | 0 | 11 | 7  | 8   |
| Países Bajos | 4 | 1 | 1 | 2 | 7  | 9  | 4   |
| Chipre       | 4 | 1 | 1 | 2 | 7  | 9  | 4   |

| Equipo 1     | Resultado | Equipo 2     |
| ------------ | --------- | ------------ |
| Países Bajos | 3-3       | Alemania     |
| Países Bajos | 3-0       | Chipre       |
| Alemania     | 3-0       | Países Bajos |
| Chipre       | 2-2       | Alemania     |
| Chipre       | 3-1       | Países Bajos |
| Alemania     | 3-2       | Chipre       |

## Grupo 6
Los partidos se jugaron en Rusia del 17 al 21 de setiembre.
| País        | J | G | E | P | GF | GC | Pts |
| ----------- | - | - | - | - | -- | -- | --- |
| Croacia     | 3 | 3 | 0 | 0 | 7  | 0  | 9   |
| Bielorrusia | 3 | 2 | 0 | 1 | 3  | 4  | 6   |
| Rusia       | 3 | 1 | 0 | 2 | 3  | 3  | 3   |
| Albania     | 3 | 0 | 0 | 3 | 0  | 6  | 0   |

| Equipo 1    | Resultado | Equipo 2    |
| ----------- | --------- | ----------- |
| Croacia     | 3-0       | Albania     |
| Rusia       | 1-2       | Bielorrusia |
| Bielorrusia | 1-0       | Albania     |
| Rusia       | 0-1       | Croacia     |
| Albania     | 0-2       | Rusia       |
| Bielorrusia | 0-3       | Croacia     |

## Grupo 7
Los partidos se jugaron en Ucrania del 18 al 22 de octubre.
| País    | J | G | E | P | GF | GC | Pts |
| ------- | - | - | - | - | -- | -- | --- |
| Ucrania | 2 | 2 | 0 | 0 | 5  | 0  | 6   |
| Letonia | 2 | 1 | 0 | 1 | 5  | 4  | 3   |
| Georgia | 2 | 0 | 0 | 2 | 0  | 6  | 0   |

| Equipo 1 | Resultado | Equipo 2 |
| -------- | --------- | -------- |
| Ucrania  | 1-0       | Georgia  |
| Georgia  | 0-5       | Letonia  |
| Letonia  | 0-4       | Ucrania  |

## Grupo 8
Los partidos se jugaron en Polonia del 17 al 21 de octubre.
| País     | J | G | E | P | GF | GC | Pts |
| -------- | - | - | - | - | -- | -- | --- |
| Polonia  | 2 | 2 | 0 | 0 | 6  | 1  | 6   |
| Lituania | 2 | 0 | 1 | 1 | 2  | 4  | 1   |
| Moldavia | 2 | 0 | 1 | 1 | 1  | 4  | 1   |

| Equipo 1 | Resultado | Equipo 2 |
| -------- | --------- | -------- |
| Polonia  | 3-0       | Moldavia |
| Moldavia | 1-1       | Lituania |
| Lituania | 1-3       | Polonia  |

## Grupo 9
Los partidos se jugaron en Rumania del 16 al 20 de octubre.
| País       | J | G | E | P | GF | GC | Pts |
| ---------- | - | - | - | - | -- | -- | --- |
| Rumania    | 2 | 2 | 0 | 0 | 4  | 1  | 6   |
| Azerbaiyán | 2 | 1 | 0 | 1 | 3  | 2  | 3   |
| Estonia    | 2 | 0 | 0 | 2 | 2  | 6  | 0   |

| Equipo 1   | Resultado | Equipo 2   |
| ---------- | --------- | ---------- |
| Estonia    | 1-3       | Rumania    |
| Azerbaiyán | 3-1       | Estonia    |
| Rumania    | 1-0       | Azerbaiyán |

## Grupo 10
Los partidos se jugaron en Turquía del 21 al 25 de noviembre.
| País      | J | G | E | P | GF | GC | Pts |
| --------- | - | - | - | - | -- | -- | --- |
| Turquía   | 2 | 2 | 0 | 0 | 5  | 0  | 6   |
| Eslovenia | 2 | 1 | 0 | 1 | 3  | 2  | 3   |
| Macedonia | 2 | 0 | 0 | 2 | 0  | 6  | 0   |

| Equipo 1  | Resultado | Equipo 2  |
| --------- | --------- | --------- |
| Macedonia | 0-3       | Eslovenia |
| Turquía   | 3-0       | Macedonia |
| Eslovenia | 0-2       | Turquía   |

## Grupo 11
Los partidos se jugaron en Francia del 30 de octubre al 3 de noviembre.
| País              | J | G | E | P | GF | GC | Pts |
| ----------------- | - | - | - | - | -- | -- | --- |
| Francia           | 2 | 2 | 0 | 0 | 8  | 2  | 6   |
| Finlandia         | 2 | 1 | 0 | 1 | 1  | 5  | 3   |
| Irlanda del Norte | 2 | 0 | 0 | 2 | 2  | 4  | 0   |

| Equipo 1          | Resultado | Equipo 2          |
| ----------------- | --------- | ----------------- |
| Francia           | 3-2       | Irlanda del Norte |
| Irlanda del Norte | 0-1       | Finlandia         |
| Finlandia         | 0-5       | Francia           |

## Grupo 12
Los partidos se jugaron en Portugal del 6 al 10 de marzo de 1996.
| País      | J | G | E | P | GF | GC | Pts |
| --------- | - | - | - | - | -- | -- | --- |
| Portugal  | 2 | 2 | 0 | 0 | 8  | 0  | 6   |
| Escocia   | 2 | 1 | 0 | 1 | 1  | 1  | 3   |
| Dinamarca | 2 | 0 | 0 | 2 | 0  | 8  | 0   |

| Equipo 1  | Resultado | Equipo 2  |
| --------- | --------- | --------- |
| Escocia   | 0-1       | Portugal  |
| Dinamarca | 0-1       | Escocia   |
| Portugal  | 7-0       | Dinamarca |

## Grupo  13
Los partidos se jugaron en Gales del 26 al 30 de noviembre.
| País        | J | G | E | P | GF | GC | Pts |
| ----------- | - | - | - | - | -- | -- | --- |
| España      | 2 | 2 | 0 | 0 | 9  | 0  | 6   |
| Gales       | 2 | 1 | 0 | 1 | 4  | 4  | 3   |
| Islas Feroe | 2 | 0 | 0 | 2 | 1  | 10 | 0   |

| Equipo 1    | Resultado | Equipo 2    |
| ----------- | --------- | ----------- |
| España      | 6-0       | Islas Feroe |
| Islas Feroe | 1-4       | Gales       |
| Gales       | 0-3       | España      |

## Grupo 14
Los partidos se jugaron en la República de Irlanda del 26 al 30 de setiembre.
| País     | J | G | E | P | GF | GC | Pts |
| -------- | - | - | - | - | -- | -- | --- |
| Irlanda  | 2 | 2 | 0 | 0 | 5  | 1  | 6   |
| Islandia | 2 | 1 | 0 | 1 | 1  | 3  | 3   |
| Noruega  | 2 | 0 | 0 | 2 | 1  | 3  | 0   |

| Equipo 1 | Resultado | Equipo 2 |
| -------- | --------- | -------- |
| Irlanda  | 3-0       | Islandia |
| Islandia | 1-0       | Noruega  |
| Noruega  | 1-2       | Irlanda  |

## Grupo 15
Los partidos se jugaron en Suecia del 23 al 27 de octubre. 
| País       | J | G | E | P | GF | GC | Pts |
| ---------- | - | - | - | - | -- | -- | --- |
| Inglaterra | 2 | 2 | 0 | 0 | 6  | 0  | 6   |
| Suecia     | 2 | 1 | 0 | 1 | 3  | 5  | 3   |
| Bélgica    | 2 | 0 | 0 | 2 | 0  | 4  | 0   |

| Equipo 1   | Resultado | Equipo 2   |
| ---------- | --------- | ---------- |
| Inglaterra | 1-0       | Bélgica    |
| Bélgica    | 0-3       | Suecia     |
| Suecia     | 0-5       | Inglaterra |